# Virgil Hill
Virgil Eugene Hill (* 18. Januar 1964 in Clinton, Missouri, Vereinigte Staaten) ist ein ehemaliger US-amerikanischer Profiboxer. Von September 1987 bis Juni 1991 und erneut von September 1992 bis Juni 1997 war er Weltmeister der WBA im Halbschwergewicht, zudem trug er von November 1996 bis Juni 1997 zusätzlich den Weltmeistertitel der IBF. Darüber hinaus war Hill von Dezember 2000 bis Februar 2002 und erneut von Januar 2006 bis November 2007 auch WBA-Weltmeister im Cruisergewicht. 2013 fand er Aufnahme in die International Boxing Hall of Fame.
Als Amateur gewann Hill die Silbermedaille im Mittelgewicht bei den Olympischen Spielen 1984.

## Persönliches
Virgil Hill ist in Clinton, Missouri, geboren und wuchs auf einer Ranch in North Dakota auf. Er war mit der Sprinterin Denean Howard verheiratet, die er bei den Olympischen Spielen 1984 kennengelernt hatte. Aus der Ehe, welche später geschieden wurde, stammt ein Sohn, der Baseball bei den St. Louis Cardinals spielte. Hill lebte während seiner Profikarriere in Las Vegas, Nevada. Hill heiratete 1989 Carla Hill, mit der er in New Jersey lebt. Aus der Ehe gingen zwei weitere Kinder hervor.
Während seiner Zeit als Profi war Hill ein Aushängeschild der Ortschaft Bismarck im US-Bundesstaat North Dakota, wo er zahlreiche Kämpfe bestritt. Der damalige Bürgermeister der Stadt, Bill Sorensen, der gleichzeitig Hills Manager war, äußerte 1996, „kein Fremdenverkehrsamt“ habe bessere Arbeit leisten können als der Boxer.
Nach seiner Boxkarriere arbeitete er als Boxtrainer für Amateure und Profis sowie als Co-Promoter in North Dakota. Darüber hinaus wurde er Mitglied und Sprecher der Nachwuchsorganisation der US-Nationalboxstaffel.

## Amateurkarriere
Hill begann im Alter von acht Jahren in Grand Forks mit dem Boxen und bestritt bis zu seinem Profidebüt 299 Amateurkämpfe, von denen er 288 gewinnen konnte.
Er boxte im Mittelgewicht und erreichte bereits 1982 den zweiten Platz bei den US-Meisterschaften. 1983 gewann er die Goldmedaille bei den Nordamerika-Meisterschaften in Houston und eine Bronzemedaille beim Weltcup in Rom.
1984 gewann er jeweils die National Golden Gloves und die US-Olympiaqualifikation, wobei er im Finale Michael Nunn besiegen konnte. Durch einen erneuten Sieg gegen Nunn in den Box-offs sicherte er sich die Olympiateilnahme.
Bei den Olympischen Spielen 1984 in Los Angeles besiegte er Edward Neblett aus Barbados, Brian Schumacher aus Großbritannien, Damir Škaro aus Jugoslawien und Mohamed Zaoui aus Algerien, ehe er im Finale knapp mit 2:3 gegen Shin Joon-sup aus Südkorea unterlag und dadurch die Silbermedaille gewann.

## Profikarriere
Virgil Hill wechselte nach den Olympischen Spielen in das Profilager und gewann sein Debüt am 15. November 1984. Trainiert wurde er von Freddie Roach, Mike Hall und Eddie Futch, sein Manager war Bill Sorensen.
Am 5. September 1987 besiegte er Leslie Stewart in Atlantic City durch technischen K. o. in der vierten Runde und wurde dadurch WBA-Weltmeister im Halbschwergewicht. Den Titel verteidigte er im Anschluss zehn Mal:
- 21. November 1987 in Paris durch einstimmige Entscheidung gegen Rufino Angulo
- 3. April 1988 in Bismarck durch technischen K.o. in der elften Runde gegen Jean-Marie Emebe
- 6. Juni 1988 in Las Vegas durch einstimmige Entscheidung gegen Ramzi Hassan
- 11. November 1988 in Bismarck durch technischen K.o. in der zehnten Runde gegen Willie Featherstone
- 4. März 1989 in Bismarck durch einstimmige Entscheidung gegen Bobby Czyz
- 27. Mai 1989 in Bismarck durch technischen K.o. in der siebenten Runde gegen Joe Lasisi
- 24. Oktober 1989 in Bismarck durch technischen K.o. in der ersten Runde gegen James Kinchen
- 25. Februar 1990 in Bismarck durch einstimmige Entscheidung gegen David Vedder
- 7. Juli 1990 in Bismarck durch einstimmige Entscheidung gegen Tyrone Frazier
- 6. Januar 1991 in Bismarck durch einstimmige Entscheidung gegen Mike Peak

Am 3. Juni 1991 verlor er den Titel durch eine einstimmige Punktniederlage in Las Vegas an Thomas Hearns. Hearns wiederum verlor den Titel im März 1992 an Iran Barkley, der den Gürtel im September 1992 niederlegte.
Hill konnte sich daraufhin am 29. September 1992 in Bismarck erneut den nun vakanten WBA-Titel im Halbschwergewicht sichern, als ihm ein einstimmiger Sieg gegen Frank Tate gelang. Auch diesmal verteidigte er den Titel zehn Mal:
- 20. Februar 1993 in Fargo durch einstimmige Entscheidung gegen Adolpho Washington
- 3. April 1993 in Levallois-Perret durch Mehrheitsentscheidung gegen Fabrice Tiozzo
- 28. August 1993 in Bismarck durch einstimmige Entscheidung gegen Sergio Merani
- 9. November 1993 in Fargo durch technischen K.o. in der zehnten Runde gegen Saul Montana
- 17. Dezember 1993 in Minot durch einstimmige Entscheidung gegen Guy Waters
- 23. Juli 1994 in Bismarck durch einstimmige Entscheidung im Rahmen eines Rückkampfes gegen Frank Tate
- 1. April 1995 in Primm durch einstimmige Entscheidung gegen Crawford Ashley
- 2. September 1995 in London durch einstimmige Entscheidung gegen Drake Thadzi
- 20. April 1996 in Grand Forks durch einstimmige Entscheidung gegen Lou Del Valle
- 23. November 1996 in München durch Mehrheitsentscheidung im Rahmen eines Titel-Vereinigungskampfes gegen IBF-Weltmeister Henry Maske[16]

Am 13. Juni 1997 boxte er als WBA- und IBF-Weltmeister in Oberhausen, im Zuge einer weiteren Titel-Vereinigung, gegen den WBO-Weltmeister Dariusz Michalczewski, verlor den Kampf jedoch einstimmig nach Punkten. In seinem nächsten Kampf am 25. April 1998 verlor er zudem aufgrund eines Körpertreffers durch K. o. in der vierten Runde gegen Roy Jones junior. Der Niederschlag wurde zum Ring Magazine Knockout des Jahres gewählt.
Nach seinem Aufstieg ins Cruisergewicht gewann er am 9. Dezember 2000 in Villeurbanne durch technischen K. o. in der ersten Runde gegen Fabrice Tiozzo den WBA-Weltmeistertitel, verlor diesen jedoch in der ersten Titelverteidigung am 23. Februar 2002 in Marseille durch Aufgabe nach der achten Runde gegen Jean-Marc Mormeck. Hill wurde nach dem Kampf positiv auf zwei verbotene Substanzen getestet, erschien jedoch nicht zur Anhörung und legte gegen das Ergebnis keinen Einspruch ein, weshalb er für zwei Jahre von Kämpfen in Frankreich ausgeschlossen wurde.
Nach einem Sieg gegen Donny Lalonde boxte er am 22. Mai 2004 in Brakpan erneut um den WBA-Weltmeistertitel, verlor jedoch einstimmig gegen Jean-Marc Mormeck.
Nachdem er für rund 20 Monate keinen Kampf mehr bestritten hatte, kehrte er erst am 27. Januar 2006 in den Ring zurück und schlug beim Kampf um den vakanten WBA-Weltmeistertitel im Cruisergewicht Waleri Brudow in Atlantic City einstimmig nach Punkten. Der Titel war vakant geworden, nachdem Jean-Marc Mormeck zum WBA-Superweltmeister aufgewertet worden war.
Am 31. März 2007 boxte er in München erneut gegen Henry Maske, der 1996 nach einer Niederlage gegen Hill vom Boxsport zurückgetreten war. Maske siegte dabei überraschend, trotz einer Ringabstinenz von über zehn Jahren, einstimmig nach Punkten.
Am 24. November 2007 verlor Hill auch seinen WBA-Titel durch eine Punktniederlage in Dresden an Fırat Arslan. Nach dem Kampf war Hill erneut positiv auf Doping getestet worden, der BDB leitete das Ergebnis an die WBA weiter.
Hill kam eventuellen Konsequenzen zuvor, indem er nach dem Kampf gegen Arslan sein Karriereende verkündete. Er bestritt jedoch am 28. Februar 2015 im Alter von 51 Jahren einen letzten Kampf gegen Jimmy Campbell und siegte durch technischen K. o. in der zweiten Runde.
| Vorgänger         | Amt                                                                          | Nachfolger            |
| ----------------- | ---------------------------------------------------------------------------- | --------------------- |
| Leslie Stewart    | Boxweltmeister im Halbschwergewicht (WBA) 5. September 1987 – 3. Juni 1991   | Thomas Hearns         |
| Iran Barkley      | Boxweltmeister im Halbschwergewicht (WBA) 29. September 1992 – 13. Juni 1997 | Dariusz Michalczewski |
| Henry Maske       | Boxweltmeister im Halbschwergewicht (IBF) 23. November 1996 – 13. Juni 1997  | Dariusz Michalczewski |
| Fabrice Tiozzo    | Boxweltmeister im Cruisergewicht (WBA) 9. Dezember 2000 – 3. Februar 2002    | Jean-Marc Mormeck     |
| Jean-Marc Mormeck | Boxweltmeister im Cruisergewicht (WBA) 27. Januar 2006 – 24. November 2007   | Fırat Arslan          |